# Anna Bonalume
Anna Bonalume est une journaliste et philosophe franco-italienne.

## Biographie

### Études
Anna Bonalume est diplômée en philosophie théorétique de l’Université de Milan avec un Erasmus à l’Université Blaise Pascal à Clermont-Ferrand. Elle obtient une maîtrise en “Philosophie française et allemande dans l’espace européen” en suivant des cours de philosophie en français et en allemand à l’Université Toulouse-Jean-Jaurès (France), à la Federal University of São Carlos (en) (Brésil) et à l'Bergische Universität Wuppertal (de) (Allemagne).
Elle est titulaire d'un doctorat en philosophie de l’École normale supérieure de Paris avec une thèse intitulée Effet, interprétation, croyance, communauté : aspects pragmatistes de la philosophie de Nietzsche à la lumière de Peirce.
Elle suit le cours d’art direction[Quoi ?] du photographe italien Oliviero Toscani organisé par Vitra Design Museum et le Centre national d'art et de culture Georges-Pompidou. Elle fréquente à Londres l’atelier d’écriture de scénario de film de Robert McKee et l’atelier de journalisme culturel dirigé par Christian Raimo à Ferrare.

### Carrière
Anna Bonalume réalise ses premières expériences dans l’univers des médias à Mediaset et à Cattleya en tant qu’analyste de format, analysant et évaluant les formats de télévision internationaux dans la langue originelle. Elle collabore ensuite avec France24 à la rédaction de l’émission Intelligence économique.
À partir de 2013, elle travaille comme productrice à Paris pour Rai 3. Plus tard, elle intègre en tant que rédactrice la rédaction de Ballarò, une émission économique et politique diffusée sur Rai 3 dirigée par Massimo Giannini, directeur du quotidien La Stampa, et de Parallelo Italia, un talk-show itinérant dirigé par Gianni Riotta. Elle travaille ensuite à Paris comme assistante TV&Media pour l’ONU pendant la COP21, puis comme chargée de presse et de communication à la Représentation en France de la Commission européenne.
Pour le théâtre, elle travaille comme assistante à la mise en scène avec le metteur en scène Fabio Sonzogni pour les spectacles Orgia de Pier Paolo Pasolini et Sunset Limited de Cormac McCarthy, produits par le Teatro Sala Fontana et le Teatro Out Off à Milan.
Elle est chargée de cours en philosophie à l’Université Paris XII et en 2019 elle a tenu un cours sur “le cinéma et l’empire” à la Haute Ecole d’Economie de Saint-Pétersbourg (Russie). À partir de 2017, elle collabore avec Columbia Global Center Paris pour l’organisation et la modération de débats et d’événements avec des chercheurs, des journalistes et des artistes. En 2023, elle organise à SciencesPo l'évènement "Le populisme en débat" avec Sergueï Gouriev, Nonna Mayer, Jacques Rupnik et Anya Schiffrin et le débat "Nationalism, populism and religion"en collaboration avec le philosophe Emmanuel Kattan (Alliance Program) et le sociologue Alain Dieckhoff (CERI/CNRS). 
Elle a organisé et animé plusieurs conférences philosophiques. En 2012 elle a organisé le séminaire "En dialogue avec Nietzsche" à l'Ecole Normale Supérieure de Paris et présenté la conférence "Le problème de la méthode généalogique : Nietzsche et Foucault". En 2018, elle a animé une conférence sur « Nietzsche à la lumière de Peirce : pour une épistémologie pragmatiste » dans le cadre d'une journée d'étude organisée par Isabelle Alfandary et Marc Goldschmit à Columbia Global Center Paris.
À partir de 2018, elle travaille comme journaliste pour différents journaux et magazines internationaux tels que Le Point, Les Echos, The Guardian, L'Espresso . 
Elle a collaboré avec Le Monde, Rolling Stone France, la revue Esprit, France Info, RTS Info, La7, La Stampa, RepubblicaTV, CorriereTV. Elle a couvert l’actualité française pour Rai News 24.
En 2022, elle publie chez Fayard le récit politique Un mois avec un populiste dans lequel elle raconte l'expérience d'un mois passé aux côtés du leader populiste Matteo Salvini en Italie. Entre 2022 et 2023, elle rédige plusieurs études sur la politique internationale pour la Fondapol, la Fondation Heinrich-Böll, la Fondation Schuman et l'Institut Montaigne.
À partir de 2022, elle participe régulièrement à l'émission 28 Minutes sur ARTE et aux émissions de France Culture Le Rendez-vous de la presse étrangère, La Grande Table, Cultures Monde, Le magazine du week-end.
Elle est membre du Cercle d'Etudes Nietzschéennes fondé par Ondine Arnould et David Simonin.
Elle parle couramment le français, l’allemand, l’anglais et l’italien.

## Publications

### Ouvrages
- Italie 2022: populismes et droitisation, Fondapol, 2022.
- Un mois avec un populiste, Pauvert/Fayard, 2022.  (ISBN 978-2-7202-1572-8)
- L'Empire. Centre et périphéries, L'Harmattan, 2022. (avec Lydia Kamenoff, Hortense de Villaine, Vera Ageeva, Eva Voldrichová Beránková, Olga Bronnikova, Petr Kylousek, Vladimir Milisavljevic, Oksana Morgunova, Alisa Pankratova, Pierre-Guillaume Paris).  (ISBN 978-2-343-24788-5)

### Traductions
- La democrazia in pandemia, Barbara Stiegler, Carbonio Editore, 2021.
- Lettere a Nour, Rachid Benzine, Luca Sossella Editore, 2018.